# 야니차 코스텔리치
야니차 코스텔리치(크로아티아어: Janica Kostelić, 크로아티아어 발음: [janitsa kostelitɕ], 1982년 1월 5일~)는 크로아티아의 알파인 스키 선수이다. 2002년 동계 올림픽에서 금메달 3개, 2001년과 2003년 월드컵 종합 우승으로 역대 가장 성공한 여자 스키 선수 가운데 한 명으로 꼽힌다. 현재 진행 중인 2006년 동계 올림픽에서 금메달 1개와 은메달 1개를 추가, 알파인 스키에서 올림픽 금메달 통산 4개를 획득한 최초의 여자 선수가 되었다.
2006년 1월 15일에는 월드컵 슈퍼대회전 종목에서 우승, 스웨덴의 페르닐라 비베리와 오스트리아의 페트라 크론베르거에 이어 월드컵에서 알파인 스키의 주요 종목 다섯개를 모두 제패한 사상 세 번째 여자 선수가 되었다. 알파인 종목으로는 신설된 슈퍼복합 종목도 우승한 바 있어 이때 알파인 스키에서 여섯 종목을 제패한 첫 번째 여자 선수도 되었다.
코스텔리치는 이어서 2월 5일에는 월드컵 회전 종목에서도 우승, 크론베르거에 이어 여자 선수로는 사상 두 번째로 한 시즌에 월드컵 다섯 종목을 모두 제패하여 이른바 그랜드슬램을 달성하였다.

## 경력
자그레브(당시 유고슬라비아)에서 태어나 유고슬라비아가 분열되고 있을 무렵 아버지 안테의 지도를 받으며 오빠인 이비차와 함께 유럽의 알파인 스키 주니어부 서킷을 전전했다. 주니어부에서는 참가하는 대회마다 우승, 가능성을 보여주었다. 나가노에서 열린 1998년 동계 올림픽 알파인 스키 부문에 최연소 선수(16세)로 참가하였다. 1998-99년 시즌에 16세의 나이로 미국의 유타주 파크시티에서 처음으로 성인 대회에서 회전 동메달을 땄는데 대회 주최측에서 게양할 크로아티아의 국기를 준비하지 못하여 코스텔리치가 가방에서 국기를 꺼내 썼다고 한다.
무릎 부상에서 돌아온 2001년에는 3월에 FIS 알파인 스키 월드컵에서 종합 우승을 차지, 화려한 재기에 성공했다. 이때 나이는 19세 2개월, 사상 네 번째로 어린 월드컵 종합우승자가 되었다.
비슷한 무렵 이비차도 좋은 성적을 내, 둘은 크로아티아에서 스포츠 영웅이 되었다. 특히 월드컵에서 종합우승한 야니차는 '눈의 여왕'이라는 별명을 얻으며 크로아티아에 금의환향하였다.
솔트레이크시티에서 열린 2002년 동계 올림픽에서는 금메달 3개, 은메달 1개의 성적을 거두고 2003년 월드컵에서도 종합우승을 기록하였다. 2003년 1월 5일에는 이비차와 야니차 두 남매가 나란히 월드컵 회전 종목에서 승리, 야니차의 21회 생일을 자축하였다.
무릎 수술을 11회나 하는 등 잦은 부상으로 투어에서 빠지는 기간이 많지만, 돌아올 때마다 좋은 성적을 거두고 있다. 2006년 2월 현재 월드컵에서 개별 종목 통산 26회 우승을 기록하고 있다.
토리노에서 진행 중인 2006년 동계 올림픽에서 알파인 스키 전종목에 출전을 계획, 전관왕에 도전했지만 심장 박동 이상으로 활강 출전을 포기하였다. 하지만 며칠 후 벌어진 복합에 출전, 금메달을 기록하였다. 나흘 전 이비차도 남자 복합에서 은메달을 기록한 바 있어 1980년 동계 올림픽 후 처음으로 남매가 한 올림픽에서 각각 메달을 따는 진기록을 세웠다. 이어 벌여진 슈퍼대회전은 처음에는 감기 몸살로 출전을 포기했다가 기상악화로 경기가 하루 연기되어 다시 출전을 감행, 은메달을 추가하였다.

## 성적

### 월드컵
- 2001년과 2003년 시즌 종합 우승
- 회전 18회
- 복합 5회
- 활강 1회
- 대회전 1회
- 슈퍼대회전 1회
- 통산 월드컵 우승 횟수: 26

### 동계 올림픽
- 솔트레이크시티 2002년 동계 올림픽
  - 회전 금메달
  - 대회전 금메달
  - 복합 금메달
  - 슈퍼대회전 은메달
- 토리노 2006년 동계 올림픽
  - 복합 금메달
  - 슈퍼대회전 은메달

### 세계 선수권 대회
- 2003년 장크트모리츠
  - 회전 1위
  - 복합 1위
- 2005년 보르미오
  - 회전 1위
  - 활강 1위
  - 복합 1위

## 같이 보기
- 올림픽 다관왕 목록